# Águeda (Douro)
Pour les articles homonymes, voir Agueda (homonymie).
L'Águeda est un affluent du Douro de rive gauche, qui court du sud au nord par l'ouest de la Péninsule Ibérique, entre la province espagnole de Salamanque et le district de Guarda au Portugal, près des municipalités de Zamarra et Pastores.

## Cours de la rivière

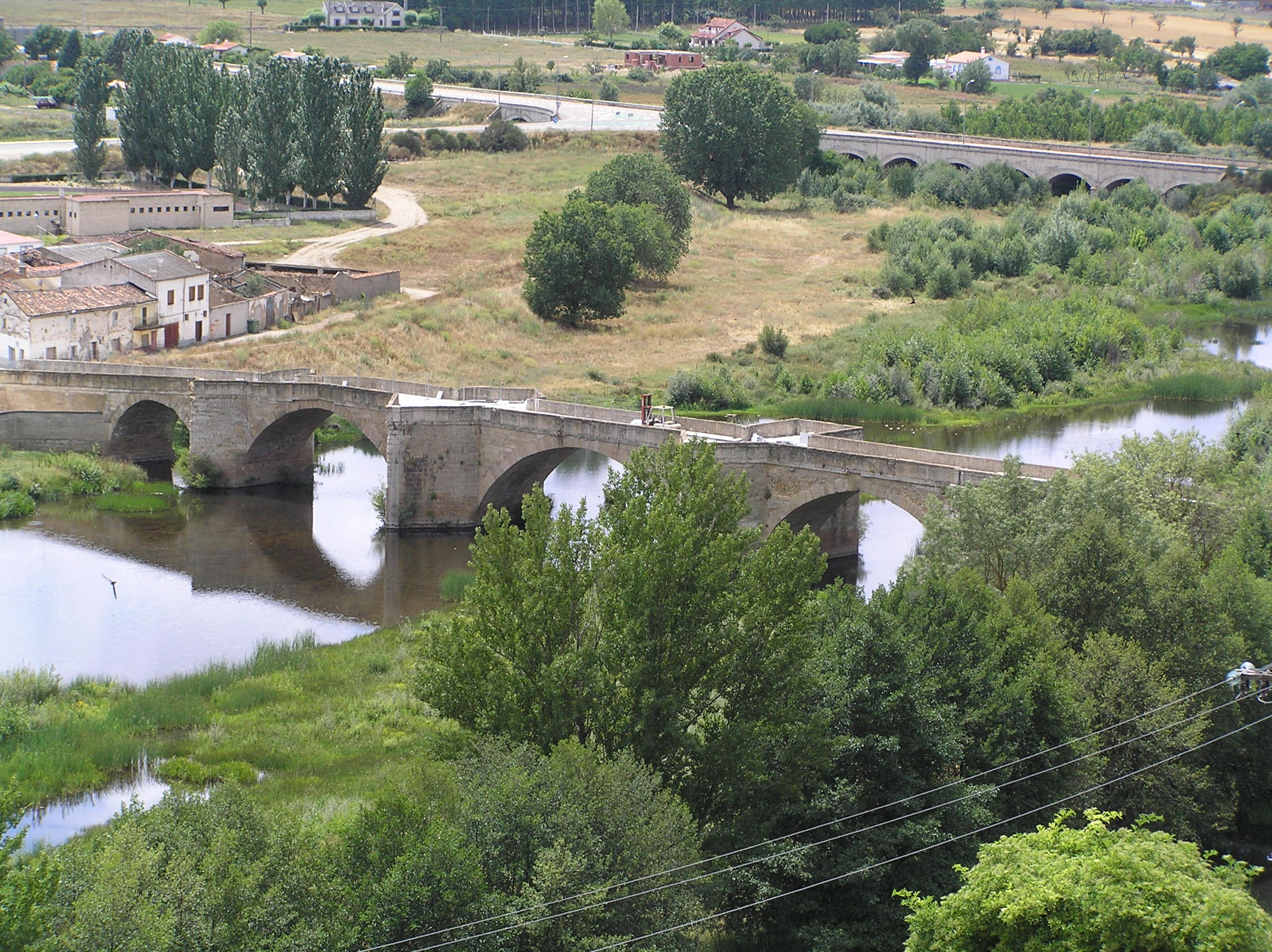
L'Águeda à Ciudad Rodrigo.

L'Águeda a son origine dans la source El Puente de los Llanos, en Navasfrías (Salamanque), entre les collines Las Mesas et Peñas Gordas.
Depuis 1931, son eau est retenue dans le barrage de l'Águeda, près des municipalités de Zamarra et Pastores. Ensuite l'Águeda passe par Ciudad Rodrigo, où elle irrigue aussi une mine d'uranium. Elle passe aussi par le site archéologique de Siega Verde.
Son cours est de 176 km de longueur[réf. nécessaire].

L'Águeda fait office de frontière naturelle entre l'Espagne et le Portugal pendant une quarantaine de kilomètres, jusqu'à sa confluence avec le Duero/Douro à Barca d'Alva.

### Bassin versant
Son bassin versant est de 7 920 km2[réf. nécessaire].

## Affluents
- Badillo (rg[note 1]),

## Hydrologie
Son module est de 720 m3/s[réf. nécessaire].